# Police Academy 4 – Und jetzt geht’s rund
Police Academy 4 – Und jetzt geht’s rund ist ein US-amerikanischer Spielfilm aus dem Jahr 1987. Er ist der vierte Film der Police-Academy-Reihe. Eigentlich sollte er unmittelbar nach seinem Vorgänger gedreht werden. Allerdings musste dies verschoben werden, da der Regisseur Jerry Paris verstorben war.

## Handlung

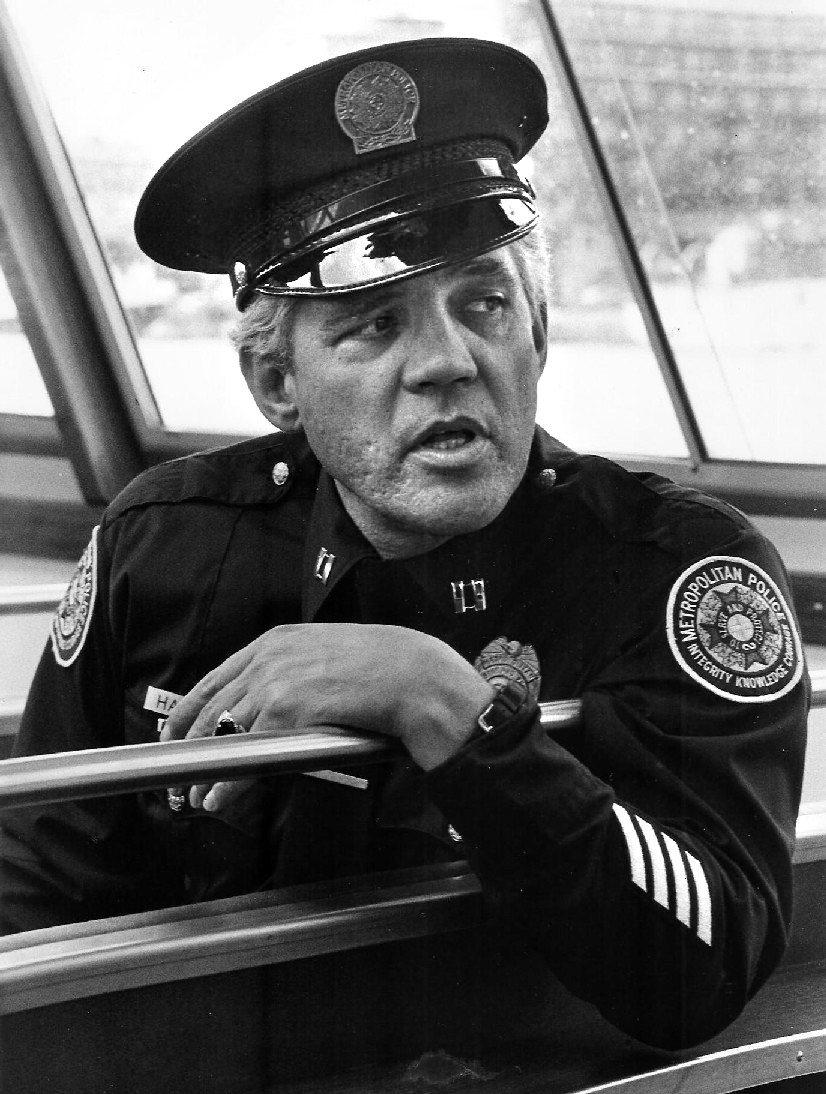
G. W. Bailey kehrt ab dem vierten Teil in seiner Rolle als Thaddeus Harris zurück

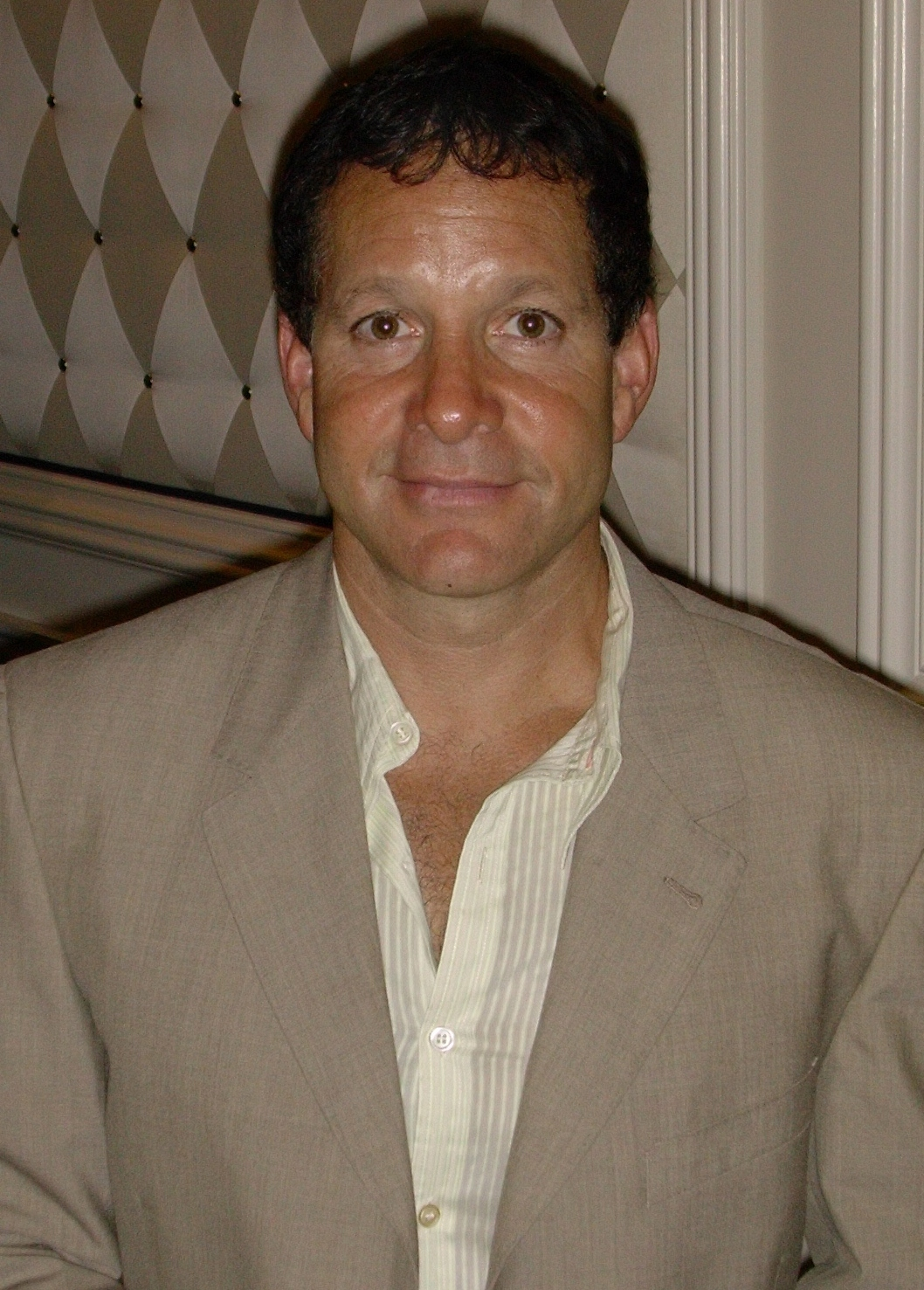
Zum letzten Mal in der Serie zu sehen: Steve Guttenberg als Carey Mahoney

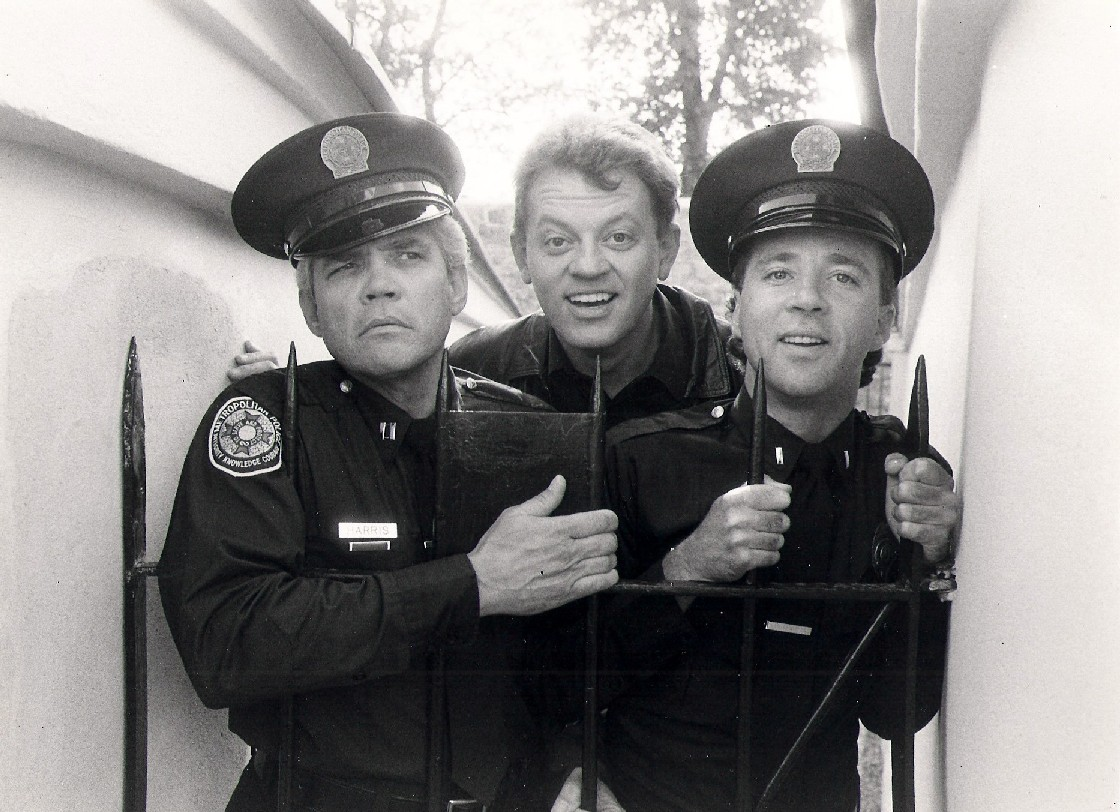
Im vierten Teil zum ersten Mal gemeinsam vor der Kamera: G.W. Bailey, David Graf und Lance Kinsey (v.l.n.r)

In der Academy findet ein Meeting statt, bei dem Commandant Lassard den bekannten Hauptfiguren sein neues Programm Bürger gehen Patrouille, kurz B.G.P. (engl. „Citizens on Patrol“, kurz C.O.P., als ein Akronym des englischen Umgangsworts für 'Polizist'; vgl. Cop), vorstellt, das die Beziehung zwischen Polizei und Bevölkerung verbessern und die Bürger zur aktiven Verbrechensbekämpfung anleiten soll. Der Bürgermeister und der Gouverneur unterstützen das Programm. Lassard soll es sogar auf einem internationalen Polizeiseminar in England vorstellen.
Der Revierleiter Captain Harris äußert bei einem Treffen mit dem Polizeichef Commissioner Hurst Einwände gegenüber dem Programm, da hierdurch auch die Jobs der Polizisten gefährdet seien. Hurst weist darauf hin, dass der Gouverneur das Programm für eine exzellente Idee hält, und solange dies so sei, hätten er und Harris auch diese Meinung.
Währenddessen beginnt die Werbung für das Programm. Trotz der teilweise schrägen Werbungsmethoden kommt eine Reihe von Teilnehmern zur Anmeldung.
Darunter ist der schwergewichtige Tommy „House“ Conklin, der sich als alter Bekannter von Hightower herausstellt.
Unfreiwilligerweise nehmen die beiden Skateboarder Arnie und Kyle teil. Diese haben beim Skateboardfahren in einem Einkaufszentrum Unruhe gestiftet, worauf sie von Sergeant Copeland und anderen Polizisten aus Harris’ Revier gestoppt und festgenommen wurden. Die Gerichtsverhandlung läuft schlecht für Arnie und Kyle, da der Richter selbst in dem Einkaufszentrum war. Bei der Urteilsverkündung kommt es zu einer Rangelei zwischen den Angeklagten und deren Anwalt Butterworth. Mahoney gelingt es, den Richter davon zu überzeugen, Arnie und Kyle zu B.G.P. zu schicken. Die im Publikum sitzende Journalistin Claire Mattson begleitet B.G.P. daraufhin als Reporterin. Butterworth wird Teilnehmer des Programms.
Eine weitere Teilnehmerin ist die resolute alte Dame Mrs. Feldman, die im Altersheim wohnt und ein Faible für alles Militärische hat, was Tackleberry begeistert.
Die Kadetten des Programms treten an, und Commandant Lassard begrüßt sie überschwänglich. Da er auf die internationale Polizeikonferenz muss, hat Commissioner Hurst einen vorübergehenden Leiter für das Programm bestimmt. Es handelt sich um Harris, der sofort klarmacht, dass er weder von Lassards Leuten noch von dem Programm etwas hält. Harris trifft daher auf wenig Sympathien und wird in der Folge das Opfer zahlreicher Streiche. Mahoney beginnt, mit Mattson zu flirten, und zwischen der Teilnehmerin Laura und Zed bahnt sich ebenfalls eine Romanze an.
Das Training enthält unter anderem Schießtraining und Wasserrettung. Schon bald sind aber Arnie, Kyle und Tommy nicht mehr motiviert, weil sie sich bereit fühlen. Die Polizisten jagen ihnen daraufhin nachts einen Schrecken ein, um sie vom Gegenteil zu überzeugen.
Commissioner Hurst erscheint bei der internationalen Polizeikonferenz in England, um die Vertreter der anderen Länder im Auftrag des Bürgermeisters einzuladen, B.G.P. vor Ort zu begutachten. Am Tag darauf beginnen die Teilnehmer des Programms, auf der Straße zu arbeiten. Mrs. Feldman beobachtet gleich eine Bande, die Hehlerwaren handelt. Ihr Versuch, jemanden festzunehmen, endet damit, dass stattdessen nur ein Undercover-Polizist festgenommen wird und drei Monate Polizeiarbeit vergebens waren. Daraufhin wird das Programm vorläufig unterbrochen.
Gleichzeitig kommen die ausländischen Polizeivertreter an. Harris zeigt ihnen ein typisches Polizeirevier, doch als Procter das Spiel "Simon sagt" der Häftlinge mitspielt, lässt er sich austricksen und verhilft so allen Gefangenen zur Flucht. Die Häftlinge sperren alle Polizisten in die Zellen. Mrs. Feldman beobachtet jedoch den Massenausbruch und alarmiert sofort die Akademie. Lassards Leute fangen einen nach dem anderen wieder ein und befreien die ausländischen Polizisten.
Der letzte Abschnitt der Verfolgungsjagd verläuft mit Heißluftballons und Doppeldeckern. Die ausländischen Polizisten sind begeistert. Man will Mahoney danken, aber der fliegt zusammen mit Claire Mattson in einem Ballon mit Police-Academy-Aufdruck davon, und die beiden stoßen auf die Academy an.

## Eigenschaften
Er ist der letzte Film mit Steve Guttenberg alias Carey Mahoney und zugleich auch der letzte, der in der jüngeren Vergangenheit keinen Platz auf der Liste der schlechtesten Filme aller Zeiten der IMDb belegt hat. Allerdings schneidet er schlechter als alle seine Vorgänger ab.

### Besonderheiten
Siehe auch: Police-Academy-Figuren
Obwohl der Film in direkter Abfolge zu seinen Vorgängern produziert wurde, zeichnet er sich durch einige Besonderheiten aus.
- Thaddeus Harris kehrt als innerpolizeilicher Gegenspieler zurück, womit er seinen ersten Auftritt seit dem ersten Film hat. Seine Figur ist eine der wenigen, die ab hier durchgehend bis zum siebten Film zu sehen sind.
- Zum ersten Mal spielt ein (wenn auch kurzer) Teil des Films außerhalb der Stadt.
- In den anderen Filmen gibt es kaum Musik neben der bekannten Police Academy-Melodie. Hier ist das nicht so – verschiedene Musikstücke werden in vergleichsweise großem Umfang präsentiert.
- Ungewöhnlich ist, dass am Schluss keine Parade stattfindet. Das ist sonst nur im zweiten Film der Fall.

### Ungereimtheiten
Die Geschichte des Films weist einige Ungereimtheiten auf, was vor allem daran liegt, dass der Film für die Kinofassung erheblich gekürzt wurde. Für das amerikanische Fernsehen gab es aber eine etwas verlängerte Version. Das Kürzen von Filmen ist zwar üblich, aber bei Police Academy 4 hatte es auch zur Folge, dass relevante Zwischenstücke der Handlung komplett verlorengingen.
- Die Absicht von Tackleberrys Schwiegervater Max Kirkland, auch bei B.G.P. teilzunehmen, führt in einer Szene zu einem Disput, dessen Ausgang offenbleibt. Dieser Handlungsstrang wird nicht weiter verfolgt.
- Der Anwalt Butterworth, der am Anfang die Skateboarder Arnie und Kyle vertritt, erscheint später als Teilnehmer von B.G.P. Dies wird im Film nicht erklärt, da eine Szene, in der er von Mahoney und Jones angeworben wird, herausgeschnitten wurde.
- Die B.G.P.-Teilnehmer erscheinen im letzten Drittel des Films kaum noch. In diesem Teil sind fast nur die altbekannten Hauptfiguren zu sehen.
- Es wird an keiner Stelle erklärt, welche Aufgaben die Bürger im Rahmen des Programms wahrnehmen sollen.
- Es wird nicht erklärt, wieso das politisch gewollte Programm von einem Captain geleitet werden soll, der ein Gegner dessen ist.
- Dass Mahoney mit der Journalistin Mattson anbandelt, wird nur punktuell verfolgt. Dies liegt auch daran, dass eine mehrere Minuten lange Szene, wo sich die beiden in Mattsons Haus näherkommen, der Schere zum Opfer fiel.
- Gegen Ende des Films, als Sweetchuck und Zed aus dem Flugzeug fallen, sieht man das Flugfeld aus Sicht der beiden. Dort stehen die blau-gelbe Maschine von Mahoney und Mattson und die rote Maschine der flüchtigen Verbrecher am linken Bildrand bereits wieder am Boden, obwohl beide Maschinen im Film erst kurz darauf landen.

### Trivia
- G.W. Bailey und Lance Kinsey, die Darsteller von Harris und Proctor, lernten sich erst wenige Minuten vor ihrer ersten gemeinsamen Szene kennen. Es handelte sich dabei um den Ballonabsturz über einem reißenden Fluss. Innerhalb kurzer Zeit wurden die beiden Darsteller Freunde.
- Die Szene, in der Proctor in einem American-Football-Stadion landet, wurde im Orange Bowl Stadium gedreht. Um ein voll besetztes Stadion zu haben, hatte man den Produzenten des Films dazu ein paar Minuten vor dem Beginn eines Spiels eingeräumt. Die Zuschauer waren weniger begeistert und riefen, er solle herunter vom Spielfeld. Dies kränkte Lance Kinsey, den Darsteller von Proctor, sehr, weil er sich auf diese Szene sehr gefreut hatte.
- Das Schiff, auf dem Larvell Jones und Nogata die Ninjas bekämpfen, ist ein Nachbau eines Schlachtschiffs von 1789, das den Namen Rattlesnake trug. Das Schiff wurde von einer Familie in dreijähriger Eigenarbeit nachgebaut.

## Kritik
Der Film wurde schon deutlich schlechter als sein Vorgänger aufgenommen. Bezeichnend hierfür ist, dass die Bewertung in der IMDb mit 5,0 von 10 möglichen Punkten (Stand: 30. Dezember 2019) schlechter ausfällt und der Film für eine Goldene Himbeere für den schlechtesten Original-Song nominiert wurde. Auf Rotten Tomatoes wurde der Film von 20 Kritikern begutachtet, von denen jedoch keiner den Film positiv bewertete, weswegen der Film eine Wertung von null Prozent hat (Stand: 30. Dezember 2019). Auch beim Publikum fand er weniger Anklang. Alle vorigen Filme konnten in Deutschland mehr als 3 Millionen Besucher in die Kinos locken und damit eine Goldene Leinwand gewinnen, dieser jedoch nicht.

„Klamauk mit pausenlosen Gags höchst fragwürdiger Qualität.“

## Personen
Zum letzten Mal treten die Hauptfiguren in fast vollständiger Besetzung an. Mit diesem Film endet eine Ära: Die Figur des Carey Mahoney, die in den ersten Filmen eine zentrale Rolle spielte und auch Sympathieträger war, ist zum letzten Mal zu sehen. Auch die meisten Figuren der zweiten Generation haben hier ihren letzten Auftritt: Zed und Sweetchuck sowie die Familie Kirkland (mit Ausnahme von Max), die alle im zweiten Film eingeführt wurden. Auch Nogata, der im dritten Teil auftauchte, hat hier seinen letzten Auftritt. Als Antagonist kehrt Captain Thaddeus Harris zurück. Er spielte auch für den Rest der Serie diese Rolle.
Die einzige neue Figur, mit der es später ein Wiedersehen gab, ist Tommy „House“ Conklin.
Trotz der allgemeinen Schwächen dieses Films gibt es bemerkenswerte Namen auf der Besetzungsliste:
- Sharon Stone spielt die Journalistin Claire Mattson, die über das B.G.P.-Programm berichtet und eine Beziehung mit Mahoney beginnt. Ihre Auftritte wurden aber stark gekürzt, so dass man sie nur stellenweise sieht. So fielen die langsame Annäherung an Mahoney wie auch die Versuche Harris’, sie in ihrer journalistischen Arbeit zu beeinflussen, unter den Tisch und kommen im Film nicht vor.
- Tony Hawk und Steve Caballero sind als Skateboarder zu sehen.

Weiterhin treten folgende Personen in dem Film auf:
- Arnie (Brian Backer): Er ist einer der zwei Skateboarder, die zur Teilnahme in dem Programm verurteilt werden.
- Kyle (David Spade): Er ist der andere Skateboarder im Programm. Es handelte sich dabei um die erste Filmrolle von David Spade.
- Butterworth (Derek McGrath): Ein schmieriger Anwalt, der jedem seine Visitenkarte gibt, um möglichst viele Fälle an Land zu ziehen. Er vertritt Arnie und Kyle. Dem Zuschauer wird nicht erklärt, wieso er auch gegen Ende des Films als Teilnehmer von B.G.P. zu sehen ist. Die entsprechende Szene, wo er von Mahoney und Jones angeworben wird, wurde aus der endgültigen Fassung herausgeschnitten. Dort sieht man auch, dass er zahlreiche Affären mit verheirateten Frauen hat und daher von deren Männern bedroht wird.
- Mrs. Lois Feldman (Billie Bird): Die resolute alte Dame hat wie Tackleberry ein Faible für Waffen und alles Militärische. Sie nimmt ebenso am B.G.P.-Programm teil. Billie Bird stellt in der Serie eine Ausnahme dar, da sie zwar zweimal auftritt, aber unterschiedliche Figuren spielt. Im sechsten Film taucht sie nochmals als Mrs. Stanwyck auf.
- Laura (Corinne Bohrer): Sie ist Teilnehmerin von B.G.P. und verliebt sich in Zed.
- Zack (Randall „Tex“ Cobb): Er ist Anführer der ausgebrochenen Häftlinge. In einer in der endgültigen Fassung des Films herausgeschnittenen Szene sieht man, dass er ursprünglich von Sweetchuck verhaftet wurde, weil er einer Frau die Handtasche gestohlen hat.